# أوقستي فون مولر
أوقستي فون مولر (بالألمانية: Auguste von Müller)‏ هي مغنية أوبرا ومغنية ألمانية، ولدت في 1848، وتوفيت في 1912.